# De Rijnschans

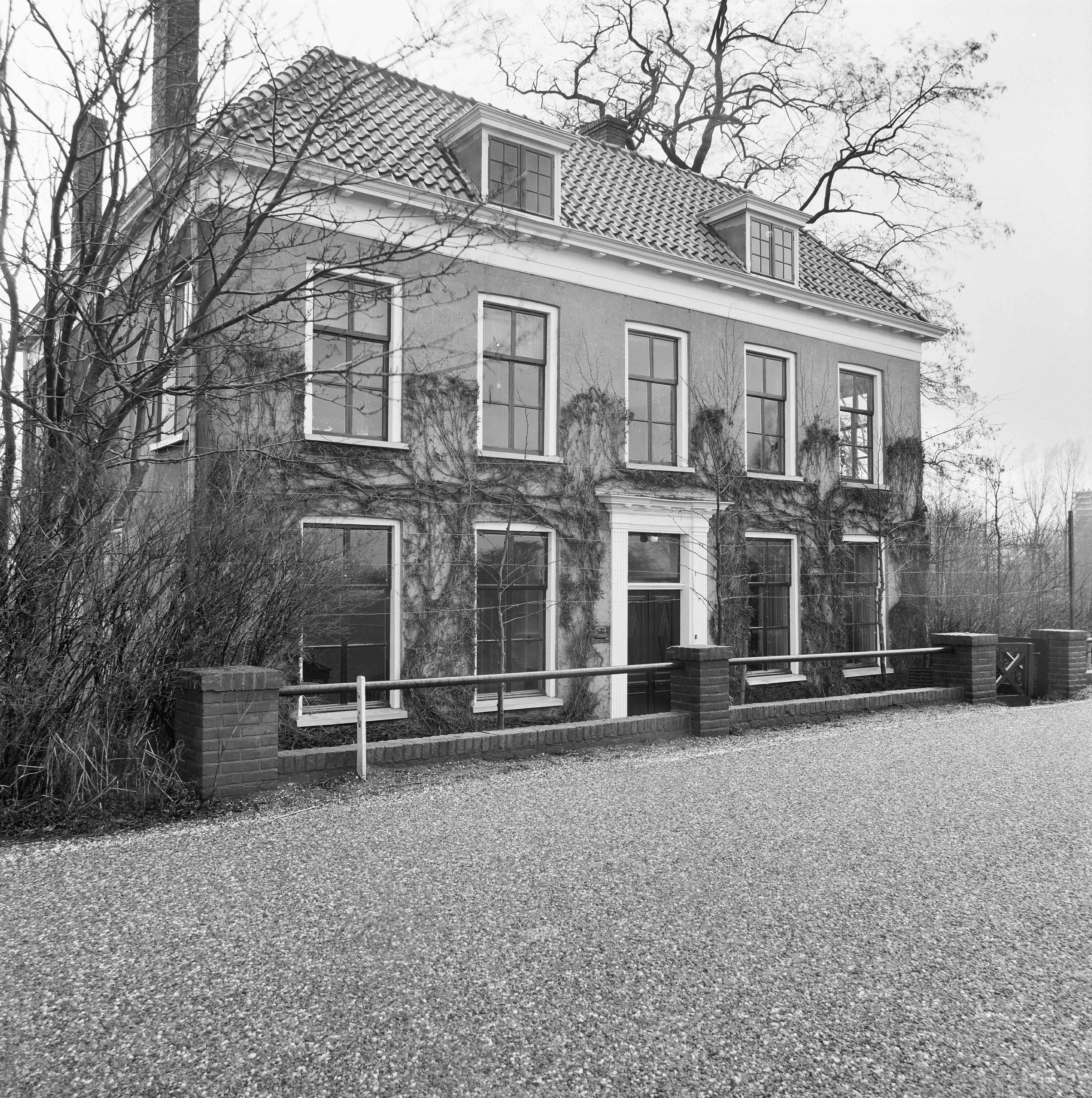
Voorgevel van de Rijnschans in 1978

De Rijnschans is een aan de Grebbedijk in Wageningen gelegen rijksmonument. Het pand is rond 1837 gebouwd als woonhuis. Het pand telt twee verdiepingen en ligt naast de Wageningse Afweg, een schuine weg de dijk op. De voorgevel bevindt zich aan de Grebbedijk. Evenals Nudenoord is de Rijnschans gebouwd door de Joodse koopman Jacob Marcus Rosenik (1775-1853). In de periode van ongeveer 1900 tot 1940 heette het huis 'Rijnzicht'.